# Batalla de Langensalza (1075)
La primera batalla de Langensalza se libró el 9 de junio de 1075 entre las fuerzas del rey Enrique IV de Germania y varios nobles sajones rebeldes en el río Unstrut cerca de Langensalza en Turingia. La batalla fue un éxito completo de Enrique , lo que resultó en el sometimiento de los sajones poco antes de que comenzara la Querella de las investiduras. En Alemania, la batalla se conoce como el Schlacht bei Homburg an der Unstrut, por un cercano Kaiserpfalz  y un monasterio.

## La batalla
El traslado de Enrique a Langensalza le acercó al campamento sajón. Las dos partes se reunieron para la batalla en Homburg, el 9 de junio.
El ejército sajón tenía varios miles de hombres, pero en la típica tradición sajona, la mayoría de ellos iban a pie. Sus filas consistían en nobles y vasallos, junto con los libertos y algunos siervos. Muchos de ellos estaban mal entrenados, descritos por su oponente como «una chusma de ineptos acostumbrada a la agricultura más que al servicio militar, que, obligado no por un espíritu militar, sino por el miedo de sus líderes, había entrado en la batalla en contra de sus costumbres y tradiciones.»
El ejército de Enrique IV avanzó en cinco filas, a pesar del terreno abierto al sur del río Unstrut. Los sajones se precipitaron fuera de su castillo en Homburg todos a caballo, dejando atrás aparentemente a su infantería.
por lo visto salir de su soldadesca pie atrás en su prisa. 
El compromiso que siguió fue menos una batalla que una derrota. Una carga de los suabos bajo el duque Rodolfo destruyó casi instantáneamente el centro sajón. Los líderes sajones tomaron sus caballos y huyeron, pero los soldados de infantería fueron masacrados. Se informó que varios miles murieron cuando se ahogaron en el Unstrut. Muchos despojos fueron ganados por el ejército de Enrique.

## Consecuencias
La derrota fue impresionante. Conmocionó a los sajones y los partidarios de la rebelión se desesperaron. El arzobispo de Maguncia amenazó con la excomunión a los turingios al fin de obtener fondos para financiar la insurrección. Desafortunadamente, Enrique y su ejército asolaron los campos de Sajonia y de Turingia, lo que llevó la hambruna a estas provincias. El arzobispo de Magdeburgo, finalmente estableció las condiciones en las que el Rey debía hacer la paz con los rebeldes. Enrique exigió un breve encarcelamiento para todos los líderes, así como la confiscación de sus feudos y su redistribución entre los partidarios imperiales leales. Por duros que fuesen los términos, la victoria completa que Enrique obtuvo en Langensalza los convenció de aceptar. En un gesto humillante, los obispos rebeldes, nobles y campesinos caminaron descalzos entre las filas del ejército del rey y se sometieron a él. El rey convocó entonces a una reunión de los príncipes en Goslar en Navidad para determinar el futuro de Sajonia; terminó liberando a Otón de Nordheim haciéndole virrey de Sajonia. Enrique examinó la cuestión de Sajonia donde se instaló, pero el conflicto de las Investiduras desharía rápidamente la paz.
- Datos: Q2226033
- Multimedia: Battle of Langensalza (1075) / Q2226033